# La Sierra
La Sierra – miasto w Kolumbii, w departamencie Cauca.